# 今川国氏
今川 国氏（いまがわ くにうじ、寛元元年（1243年） - 弘安5年2月23日（1282年4月3日））は、鎌倉時代の武将。三河国幡豆郡今川荘（愛知県西尾市今川町）の地頭にして、守護大名・戦国大名今川氏の祖。吉良長氏の次男で足利義氏の孫に当たる。通称は四郎。

## 概要
父の吉良長氏は足利氏の分領である三河国幡豆郡にあった今川荘を隠居地としたが、後に国氏はこの今川荘を譲られ地頭となり、その地の名により初めて今川氏を称した。後の駿河国・遠江国の守護職を代々歴任し戦国大名に成長した今川氏も初代国氏の頃は今川荘の3ヶ村の小領主に過ぎなかったとされる。よって国氏の代には目立つ事績の記録は乏しく人物詳細は知れない。
「寛政重修諸家譜」の今川国氏の項によれば、弘安年中に安達泰盛反逆に対する戦功があったとされ、惟康親王より恩賞として遠江国引間庄（静岡県浜松市）を与えられたとするが、安達氏が滅ぼされた霜月騒動は、国氏死後の弘安8年（1285年）の事であるため事実関係は不明。また、この時、父長氏から先祖の源義家以来相伝の宝剣二振りのうち、龍丸を譲り受けたともいう。すなわち国氏は吉良満氏とともに清和源氏正嫡の証しであるこの両剣を受け継ぐ足利義氏が祖父であった。この宝剣分与の伝承は、義氏の守護任国である三河国に扶植された足利一族のなかでも今川・吉良両氏が要（かなめ）の存在とされたことを意味する。弘安4年1月18日（1281年2月8日新暦）出家、翌・弘安5年2月23日（1282年4月3日新暦）卒去。享年40。法名は國光寺殿傑山䎆英と号す（「䎆」は「羽」冠に「令」という字）。

## 子息
国氏の長男基氏は今川家を継ぎ、次男の常氏は後代徳川家康の正室となった築山殿の実家関口氏の先祖になった。また、3男俊氏は入野氏（俊氏の子・俊国は新野氏）、4男政氏が木田氏の先祖となり、5男今川経国や6男今川親氏らも含めてそれぞれ支流として後代に大名となった今川宗家を支えた。
娘は一色公深室とされる女、那古野（那児屋）氏の母方の祖で名越高家室とされる女、「石川三位公」室となった女が知られている。
難太平記によると、国氏には娘が多くおり、みな公家の重縁となったとされ、その子供達は「今川の石川」や「名児耶」という。彼らは外戚ではあるが基氏の養子となったので、今川氏の連枝であると見なされる。建武年間に足利尊氏に認められて今川氏の御一流となった。また伊勢国の「そか（現在の松阪市須加神社周辺？）」の領主の「石川三位公」という人物も国氏の婿であるという。石川三位公の父は「法師宮」の子である。